# Ляньхэбао
«Ляньхэбао» (англ. United Daily News) — тайваньская газета, основанная 16 сентября 1951 года Ван Ти-у, бывшим членом ЦК партии Гоминьдан. Издается ежедневно на китайском языке (в традиционном написании) и является одной из прокитайских газет синей коалиции. Входит в тройку самых читаемых тайваньских газет, наряду с «Liberty Times» и «China Times».

## История
В 1949 году правительство Китайской Республики эвакуировалось на Тайвань, и многие культурные деятели, которые изначально жили в материковом Китае, оказавшись на Тайване, создавали новые газеты.
Первоначально газеты «Миньцзубао» (National Daily), «Цюаньминьбао» (Quanmin Daily) и «Цзинцзи шибао» (Economic Times) объединились, а затем под руководством Ван Ти-у из «Economic Times» по приглашению Фань Хэняня из «Economic Times» и Линь Динли из «National Daily», начали издавать совместное издание с 16 сентября 1951 года. Первый тираж этой газеты составил 12 248 экземпляров.
16 сентября 1953 года «Миньцзубао» (National Daily), «Цюаньминьбао» (Quanmin Daily) и «Цзинцзи шибао» (Economic Times) изменили свое название на «Объединенная издание газет Миньцзубао, Цюаньминьбао и Цзинцзишибао» («National Daily, Quanmin Daily и Economic Times United Daily News»); 20 июня 1957 года оно было переименовано в «Ляньхэбао».
Ежедневный тираж «Ляньхэбао» в 1961 году превысил 100 тыс., к 1964 году составил уже 150 тыс. экземпляров.
В 1972 году Фань Хэнянь из «Economic Times» и Линь Динли уступили свои доли предпринимателю Ван Юнцину. В конце того же года компания была реорганизована, был сформирован первый совет директоров и наблюдательный совет. 11 мая 1973 года Ван Юнцин продал свой капитал, и компанию возглавил Ван Ти-у.
В январе 1974 года «Ляньхэбао» официально учредила United Daily News Co., Ltd., а Ван Ти-у стал председателем и издателем «Ляньхэбао».
16 сентября 1977 года Ван Ти-у возглавил правление, а Ван Бичэн стал издателем United Daily News.
16 сентября 1989 года Ван Бичэн был назначен заместителем председателя, а Лю Чанпин — издателем «Ляньхэбао».
16 апреля 1992 года выпускалось специальное приложение, содержащее рецензии и литературную критику, под названием «Душужэнь» (Читатель). 26 апреля 2009 года, после публикации 872-го номера, это издание было прекращено.
16 сентября 1993 года председатель Ван Ти-у вышел в отставку, Ван Бичэн стал председателем, Лю Чанпин — заместителем председателя, а Ван Сяолань — издателем «Ляньхэбао».
1 апреля 2003 года «Ляньхэбао» добавила цветную печать и изменила порядок страниц с метками A, B, C, D, E и F. .
1 мая 2003 года отпускная цена «Ляньхэбао» была снижена с 15 до 10 новых тайваньских долларов.
11 декабря 2009 года головной офис «Ляньхэбао» переехал из Тайбэя в район Сичжи города Новый Тайбэй.
1 декабря 2015 года редакционные отделы «Ляньхэбао» и вечерней газеты «Ляньхэваньбао» объединились в единый новостной отдел. Плана по сокращению персонала не было. Две газеты выходили в обычном режиме.
1 июня 2020 года вечерняя газета «Ляньхэваньбао» объявила, что из-за изменений в читательских привычках читателей, развития цифровых медиа и под влиянием пандемии коронавируса со 2 июня вечерняя газета прекращает публикацию, таким образом на Тайване перестала выходить единственная вечерняя газета.

## Интересные факты
Несмотря на то, что это частное СМИ, его передовицы редко критиковали Гоминьдан до отмены военного положения, поэтому «Ляньхэбао» часто рассматривают как газету, поддерживающую китайский Гоминьдан. Однако были случаи, когда правительство оказывалось объектом критики: например, в 1954 году Министерство внутренних дел провозгласило «Запрет на прессу», и газета опубликовала три передовых статьи, в том числе под заголовком «Беспрецедентный запрет на выпуск новостей», в которых высказывались аргументы против ограничения свободы прессы. Позже исполнительная власть (Исполнительный Юань) отказалась от запрета. В 1958 году правительство внесло поправки в «Закон о прессе», позволявшие правительству применять административные санкции в отношении газет и журналов. «Ляньхэбао» последовательно опубликовала девять редакционных статей против неконституционных поправок.
Что касается материкового Китая, «Ляньхэбао» раньше фокусировалась на жизни людей и социальных новостях о материковой части Китая, редко выступая против правления коммунистической партии Китая. Однако публиковались также статьи с критикой коммунистической партии Китая, посвященные «подконтрольному положению чиновников среднего и низшего звена, „запертых в клетке“, под контролем сосредоточившего в своих руках всю полноту власти „председателя-императора“, а также Центрального комитета Коммунистической партии Китая, который по-прежнему не имеет сдержек и противовесов, а партия все еще больше, чем закон», — эта статья была опубликована к 25-й годовщине событий на площади Тяньаньмэнь. Речь также шла о том, что ни одна трагическая судьба в истории Китая не должна быть забыта, а также на сайте газеты появлялись статьи с критикой борьбы с коррупцией в материковом Китае, со следующими комментариями: «неудивительно, что уголовные дела разбираются под давлением, чтобы разыграть уголовную ситуацию».

### Редакционная политика
Передовица «Ляньхэбао» выражает мнение редакции «Ляньхэбао». По состоянию на 2021 год главным редактором является Ван Лимэй, занимающий этот пост с 2013 года.
Передовицы «Ляньхэбао» всегда проявляли живой интерес к политическому развитию Тайваня с самого начала публикации совместной газеты. Редакционная позиция была расценена некоторыми людьми как пристрастие к политике находящегося у власти китайского Гоминьдана.. Однако это также может быть связано с военным положением раннего китайского Гоминьдана.
Нередко передовые статьи «Ляньхэбао» были посвящены внутрипартийной борьбе внутри китайского Гоминьдана, иногда с критикой тех или иных фракций. Например, одно время газета критиковала лидера основной фракции Ли Дэнхуэя.

### Конфликт с общественностью
Из газеты «Ляньхэбао» на фоне скандалов трижды массово уходили журналисты и другие сотрудники.
30 октября 1992 года газета «Ляньхэбао» опубликовала передовицу о том, что Ли Жуйхуань, член постоянного комитета Политбюро Коммунистической партии Китая, заявил, что материк без колебаний приостановит экономические связи, чтобы предотвратить независимость Тайваня. Со ссылкой на представителей конференции печатных СМИ Азиатско-Тихоокеанского региона отмечалось, что материк будет использовать «любые методы» для сохранения территориальной целостности страны, даже если это потребует «жертв и крови ради объединения страны». Фактически, Ли Жуйхуань в то время не произносил подобных резких заявлений, и тайваньские репортеры, присутствовавшие на пресс-конференции, могли подтвердить это. 11 ноября член Центрального постоянного комитета китайского Гоминьдана показал газету в Центральном постоянном комитете и потребовал сурового наказания для некоторых членов партии, которые выступали за «один Китай, один Тайвань». Председатель Гоминьдана Ли Дэнхуэй в ответ на это сказал, что Ли Жуйхуань «не говорил этого, но репортер из некой газеты вернулся и написал ужасный репортаж, чтобы запугать наш народ», и сказал, что «кто-то хотел сознательно ввести в заблуждение людей, нагнетая атмосферу».